# Dante Alighieri (couraçado)
O Dante Alighieri foi um navio couraçado operado pela Marinha Real Italiana. Nomeado em homenagem ao poeta Dante Alighieri, foi o primeiro couraçado dreadnought da Itália. Sua construção começou em junho de 1909 no Estaleiro Real de Castellammare di Stabia e foi lançado ao mar em agosto do ano seguinte, sendo comissionado na frota italiana em janeiro de 1913. Era armado com doze canhões de 305 milímetros montados em quatro torres de artilharia triplas, tinha um deslocamento de quase 22 mil toneladas e conseguia alcançar uma velocidade máxima de 22 nós.
O Dante Alighieri teve uma carreira tranquila. Com o início da Primeira Guerra Mundial em 1914, ele serviu com no Mar Adriático e no Mar Jônico para conter a Marinha Austro-Húngara, porém a guerra terminou em 1918 sem que ele precisasse disparar suas armas em combate. O couraçado passou por uma reforma em 1923, recebendo um novo mastro, uma plataforma para aeronaves e chaminés maiores. Como a economia italiana tinha piorado depois da guerra, a marinha decidiu descomissionar o Dante Alighieri em julho de 1928, com ele sendo depois desmontado.

## Características

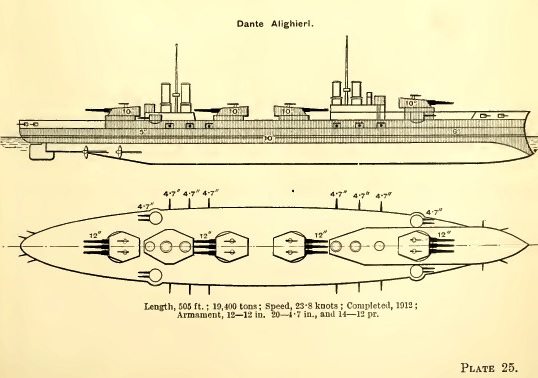
Diagrama do Dante Alighieri

O Dante Alighieri foi projetado pelo engenheiro naval contra-almirante Edoardo Masdea, Chefe Construtor da Marinha Real Italiana, baseado em ideias do general Vittorio Cuniberti, que defendia um couraçado com armas de um único calibre e um poder de fogo lateral otimizado. Além disso, a superestrutura e chaminés do navio foram mantidas o mínimo possível.
A embarcação tinha 158,4 metros de comprimento da linha de flutuação e 168,1 metros de comprimento de fora a fora, uma boca de 26,6 metros e um calado de 8,8 metros. Seu deslocamento com um carregamento padrão de suprimentos e munição era de 19 552 toneladas, porém esse valor podia chegar a 21,9 mil toneladas quando totalmente carregado. A embarcação possuía dois lemes, um atrás do outro, e sua tripulação era formada por 31 oficiais e 350 marinheiros.
O sistema de propulsão era composto quatro turbinas a vapor Parsons que giravam quatro hélices. As turbinas eram alimentadas por 23 caldeiras Blechynden, sete das quais queimavam óleo combustível e as restantes uma mistura de carvão e óleo. As caldeiras eram separadas em dois compartimentos, cada um com duas chaminés, enquanto as turbinas ficavam posicionadas entre as duas torres de artilharia centrais. O Dante Alighieri foi projetado para alcançar uma velocidade máxima de 23 nós (43 quilômetros por hora) a partir de 35 mil cavalos-vapor (25,7 mil quilowatts) de potência, porém ele não conseguiu chegar nesses valores durante seus testes marítimos, em vez disso fazendo uma velocidade máxima de 22,83 nós (42,28 quilômetros por hora) de uma potência de 32 190 cavalos-vapor (23,7 mil quilowatts). A embarcação podia armazenar um total de três mil toneladas de carvão e uma quantidade desconhecida de óleo combustível, o que lhe dava uma autonomia de 4,8 mil milhas náuticas (8,9 mil quilômetros) a dez nós (dezenove quilômetros por hora), ou mil milhas náuticas (1,9 mil quilômetros) a 22 nós (41 quilômetros por hora).
O Dante Alighieri tinha um cinturão de blindagem completo na linha d'água que possuía uma espessura máxima de 254 milímetros. A proteção horizontal era proporcionada por um convés blindado de 38 milímetros. As torres de artilharia da bateria principal possuíam uma blindagem máxima de 254 milímetros, enquanto as torres de artilharia secundárias e casamatas eram protegidas por uma blindagem de 98 milímetros de espessura. A torre de comando tinha paredes de 305 milímetros de espessura.

### Armamentos

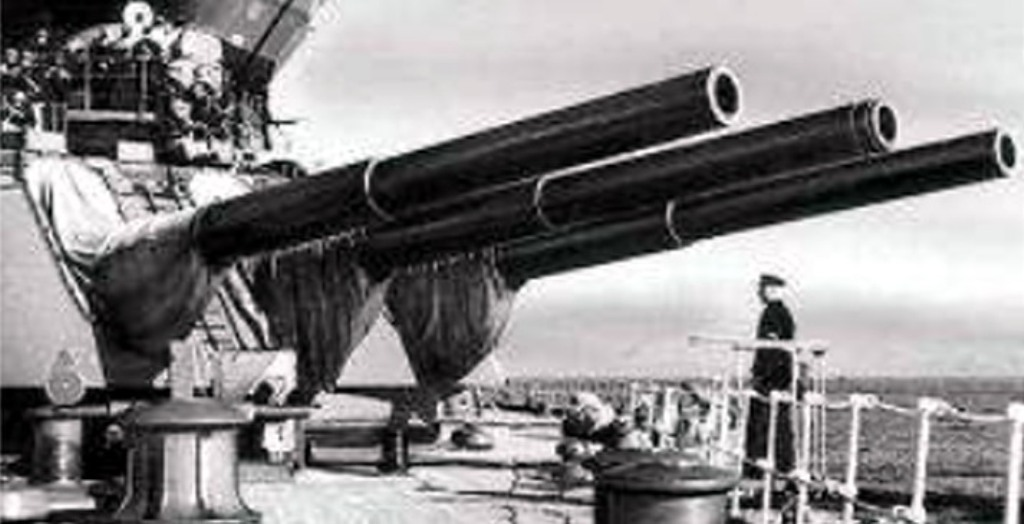
Uma das torres de artilharia principais

A bateria principal consistia em doze canhões M1909 calibre 46 de 305 milímetros, estes armados em quatro torres de artilharia triplas posicionadas na linha central da embarcação. Classes posteriores de couraçados e cruzadores de batalha da Marinha Imperial Russa compartilhavam a mesma disposição das torres principais, porém todas as evidências indicam que os russos decidiram sobre essa disposição por motivos próprios. As fontes divergem sobre a performance dessas armas, porém o historiador naval Giorgio Giorgerini afirmou que eles disparavam um projétil perfurante de 452 quilogramas a uma cadência de tiro de um disparo por minuto com velocidade de saída de 840 metros por segundo, o que permitia uma alcance máximo de 24 quilômetros.
Os armamentos secundários tinham vinte canhões calibre 50 de 120 milímetros; oito eram montados em torres duplas em través das torres de artilharia principais dianteira e traseira, enquanto os doze restantes estavam em casamatas nas laterais do casco. Elas podiam abaixar até dez graus negativos, elevar até quinze graus e possuíam uma cadência de tiro de cinco a seis disparos por minuto. Disparavam projéteis altamente explosivos de 21,1 quilogramas com uma velocidade de saída de 850 metros por segundo, o que permitia um alcance de onze quilômetros. O Dante Alighieri carregava treze canhões calibre 50 de 76 milímetros para defesa contra torpedeiros, estando montados no topo das torres de artilharia. Essas armas tinham a mesma elevação da bateria secundária, porém sua cadência de tiro era de dez disparos por minuto. Elas usavam projéteis perfurantes de seis quilogramas com uma velocidade de saída de 815 metros por segundo, com o alcance máximo sendo de 9,1 quilômetros. Também era equipado com três tubos de torpedo submersos de 450 milímetros, um em cada lado e outro na popa.

## História

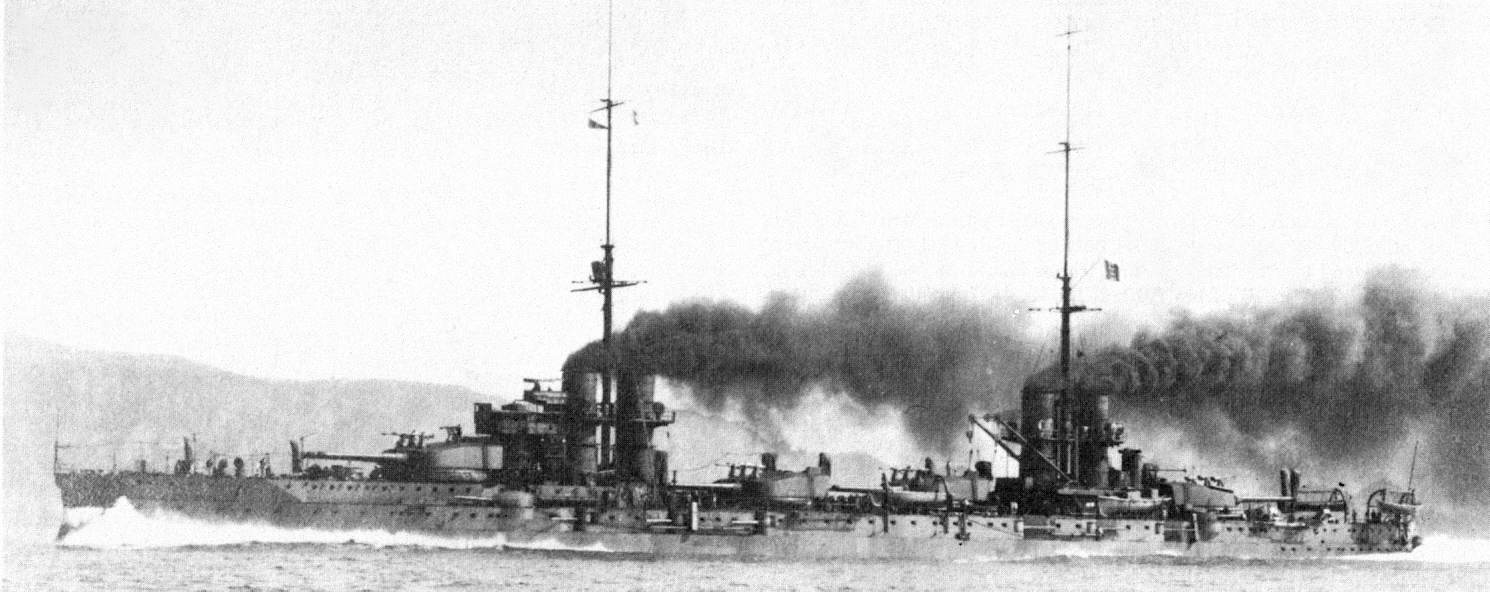
O Dante Alighieri em 1914

O Dante Alighieri foi nomeado em homenagem ao poeta florentino medieval Dante Alighieri, o único couraçado na história a ser nomeado para um poeta. Sua construção começou no dia 6 de junho de 1909 no Estaleiro Real de Castellammare di Stabia e ele foi lançado ao mar ao mar em 20 de agosto de 1910, sendo completado em 15 de janeiro de 1913. A embarcação foi usada entre 1913 e 1914 para a avaliação de hidroaviões da Curtiss. A Itália entrou na Primeira Guerra Mundial em maio de 1915, época em que o Dante Alighieri era a capitânia da 1ª Esquadra de Batalha, baseada em Tarento, permanecendo com essa força até meados de 1916. Pelo restante da guerra, o couraçado foi designado para as forças jônicas e adriáticas. O navio, sob o comando do vice-almirante Paolo Thaon di Revel, posicionou-se em 2 de outubro de 1918 para interceptar embarcações austro-húngaras que partissem para atacar navios Aliados durante um bombardeio contra Durazzo. A Marinha Austro-Húngara permaneceu no porto e o Dante Alighieri não enfrentou inimigos.
O rei Vítor Emanuel III recepcionou delegados da Conferência de Gênova em 1922 a bordo do Dante Alighieri. O navio foi reformado em 1923 com um novo mastro dianteiro em tripé, uma plataforma de lançamento de aeronaves em cima da terceira torre de artilharia e chaminés dianteiras mais altas com o objetivo de reduzir a interferência da fumaça na ponte de comando. Ele testou novos sistemas de controle de disparo em 1924 a distâncias de 26 quilômetros; seu novo mastro não mostrou-se firme o bastante para o peso do sistema de controle, porém foi bem-sucedido o bastante para que depois fossem instalados nos couraçados da Classe Conte di Cavour. Ele transportou no mesmo ano o ditador Benito Mussolini para uma visita a Palermo. A economia italiana fora muito enfraquecida pela Primeira Guerra Mundial e, em meados da década de 1920, a Marinha Real já não era capaz de manter o tamanho de sua frota. Consequentemente, o almirante Giovanni Sechi emitiu ordens para que o Dante Alighieri e os restos do couraçado afundado Leonardo da Vinci fossem desmontados com o objetivo de reduzir o orçamento naval. O navio foi removido do registro naval em 1º de julho de 1928 e desmontado.

### Citações
1. 1 2 3 4 5 6   Preston 1972, p. 175
2. 1 2 3 4 5 6 7 8 9   Gardiner & Gray 1985, p. 259
3. 1 2 3 4   Hore 2005, p. 174
4. ↑   McLaughlin 2003, pp. 209–215
5. ↑   Giorgerini 1980, pp. 268, 276
6. ↑   Friedman 2011, pp. 233–234
7. ↑   Friedman 2011, pp. 240–241
8. ↑   Giorgerini 1980, pp. 268, 277–278
9. ↑   Sandler 2004, p. 102
10. ↑   Cernuschi & O'Hara 2007, p. 62
11. ↑   Halpern 1994, p. 175
12. ↑   Fink 1986, p. 41
13. ↑   Friedman 2008, p. 262
14. ↑   Dickie 2004, p. 152
15. ↑   Goldstein & Maurer 1994, p. 226